# 大嶽隆司
大嶽 隆司（おおたけ たかし、1939年9月15日 - ）は、日本の実業家。小糸製作所第10代社長、元小糸製作所会長。

## 人物・略歴
静岡県出身。1958年、静岡県立静岡高等学校卒業。1962年、慶應義塾大学文学部卒業。同年、小糸製作所入社。1979年6月、同社取締役。1983年6月、同社常務取締役。1985年6月、同社専務取締役。1992年7月、同社取締役副社長。2003年6月、同社代表取締役社長。2007年6月、同社代表取締役会長。2015年6月、同社取締役相談役。
2017年11月、旭日中綬章受章。

## 家族
- 父 : 大嶽孝夫 小糸製作所第5代社長
- 弟 : 大嶽昌宏 小糸製作所第11代社長